# 萨拉斯德洛辛凡特斯
萨拉斯德洛辛凡特斯，是西班牙卡斯蒂利亚-莱昂布尔戈斯省的一个市镇。总面积31平方公里，总人口2053人（2001年），人口密度66人/平方公里。